# Медиу-Тежу (субрегион)
Субрегион Медиу-Тежу (порт. Médio Tejo (subregião)) — экономико-статистический субрегион в центральной Португалии.
Входит в состав Центрального региона.
Включает в себя часть округа Сантарен.
Территория — 2283 км². Население — 226 070 человек. Плотность населения — 99 чел./км².

## География
Субрегион граничит:
- на севере — субрегион Пиньял-Интериор-Норте
- на востоке — субрегионы Алту-Алентежу и Пиньял-Интериор-Сул
- на юге — субрегион Лезирия-ду-Тежу
- на западе — субрегион Пиньял-Литорал

## Муниципалитеты
Субрегион включает в себя 10 муниципалитетов округа Сантарен:
- Абрантеш
- Алканена
- Вила-Нова-да-Баркинья
- Конштансия
- Оурен
- Сардоал
- Томар
- Торреш-Новаш
- Феррейра-ду-Зезере
- Энтронкаменту